# Comunidad judía de Trieste
La Comunidad judía de Trieste es la sede de una de las principales comunidades  judías en Italia, y una de las 21 comunidades ahora unidas en la UCEI, que también incluye las secciones de Gorizia y Udine .

## Los orígenes
El primer documento oficial que atestigua la presencia de una pequeña comunidad judía en Trieste se remonta a 1236 y consiste en una escritura notarial que menciona la estipulación de un préstamo de 500 marcos entre el obispo Giovanni y el hebreo Daniel David para luchar contra los ladrones que en la época acechaban el Carso. Con la lealtad de la ciudad a Austria, llegaron a la ciudad judíos de las tierras germanas en posesión de los Habsburgo. Durante el período medieval, los judíos que residían en la ciudad se dedicaban principalmente a las actividades bancaria y comercial. 
En el siglo XVII los judíos de Trieste, como los de muchas otras ciudades europeas, se vieron obligados a librar una batalla con las autoridades de la ciudad que los querían confinar en un gueto y marginarlos del resto de la población. Finalmente la comunidad fue obligada a ceder a las peticiones de las autoridades en 1684, pero en 1738 los judíos de Trieste ya no tenían la obligación de hacerse identificables por las insignias judías. En las décadas siguientes llegaron a la ciudad muchos judíos de las comunidades de la República de Venecia, especialmente de la ciudad de San Daniele del Friuli. En 1746 los judíos de Trieste se decretaron una Constitución y convocaron una audiencia "de los particulares", es decir, de aquellos jefes de familia que contribuían económicamente a los gastos de la comunidad.

## De las concesiones Teresianas alsigloXX
El 19 de abril de 1771, la emperatriz María Teresa de Habsburgo concedió patentes soberanas (reglamentos) a los judíos de Trieste a quienes se les concedió mayores libertades; este proceso continuó con su hijo José II quien con el Edicto de tolerancia de 1782 admitió a los judíos como miembros de la Bolsa de Valores y a las nuevas profesiones liberales. Al año siguiente se creó la primera Escuela Israelita Elemental con el nombre de Scuole Pie Normali Israelitiche y en 1784 también se abrieron las puertas del gueto y, por lo tanto, los judíos de Trieste tuvieron la oportunidad de convivir con ciudadanos de otras religiones. En el siglo XIX los judíos continuaron en el camino de la emancipación asumiendo roles importantes en los campos de los estudios, la industria, el comercio e incluso los seguros (Assicurazioni Generali de Trieste fue fundada por tres judíos). 
Samuel David Luzzatto e Italo Svevo eran judíos nativos de Trieste y nacieron en este período de prosperidad para la comunidad judía. En 1912 se inauguró la nueva Gran sinagoga, reemplazando así las cuatro antiguas más pequeñas. Sin embargo, además de la nueva sinagoga una otra, de menores dimensiones, seguía funcionando en Via del Monte. De hecho en Trieste había judíos de rito sefardí, especialmente los de Venecia y Grecia y judíos de rito asquenazí, provenientes del interior del Imperio austrohúngaro, especialmente de la Polonia austríaca (Cracovia y Lviv). En 1931, Trieste contaba con 5.025 judíos, en 1938 casi 7.000 (el 85% de toda la comunidad judía de Venecia Julia y Zara), de los cuales aproximadamente una cuarta parte, sin embargo, no tenía la nacionalidad italiana.

## Desde las leyes raciales hasta hoy
En 1938, durante el período fascista, se promulgaron las leyes raciales y a partir de 1940 hubo ataques contra la comunidad judía. Con la ocupación nazi hubo operativos de redadas contra los judíos el 9 de octubre de 1943 y el 20 de enero de 1944 cuando el objetivo eran los ancianos y los enfermos de la residencia judía "Pia Casa Asilo Gentilomo", ubicada en via di Cologna 29. .
Hacia la tarde del 20 de enero de 1944 llegaron los soldados nazis con uno o dos autobuses de la línea "10". Los judíos ancianos y enfermos, allí hospitalizados, fueron brutalmente subidos a los autobuses y llevados a la Risiera di San Sabba, obtenida de un molino para el descascarillado de arroz. Desde allí fueron llevados a la cercana estación de tren de Trieste - San Sabba, con destino a Auschwitz, donde terminaron en las cámaras de gas y hornos crematorios. De hecho, en el otoño de 1943, un año y medio antes del fin de la Segunda Guerra Mundial, los alemanes instalaron un campo de concentración, el único de su tipo en Italia, en la Risiera di San Sabba en la periferia sur de la ciudad donde 710 judíos fueron internados allí. En 1945 solo quedaban 2.300 judíos en la ciudad y en 1965 solo recidían 1.052. Hoy la comunidad judía de la ciudad cuenta con unos 700 miembros.

## Personajes ilustres
Entre los distinguidos habitantes de Trieste de origen judío, se mencionan los siguientes:
- Fabio Cusin (1904-1955), historiador, político, ensayista
- Eugenio Geiringer (1844-1904), ingeniero y arquitecto
- Marcello Labor (1890-1954), médico, sacerdote
- Teodoro Mayer (1860-1942), periodista y editor, fundador de Il Piccolo
- Ernesto Nathan Rogers (1909-1969), arquitecto
- Elody Oblath (1889-1971), escritor
- Umberto Saba (1883-1957), poeta
- Italo Svevo (1861-1928), escritor
- Fabio Jegher, periodista y fundador de SISAL
- Angelo Vivante (1869-1915), ensayista, historiador y periodista
- Giorgio Voghera (1908-1999), escritor
- Bruno Pinceherle (1903-1968) Médico.